# شونتا ناگای
شونتا ناگای (انگلیسی: Shunta Nagai؛ زادهٔ ۱۲ ژوئیهٔ ۱۹۸۲) بازیکن فوتبال اهل ژاپن است.
از باشگاه‌هایی که در آن بازی کرده‌است می‌توان به باشگاه فوتبال کاشیوا ریسول اشاره کرد.